# Cheikhna Ould Mohamed Laghdaf
Cheikhna Ould Mohamed Laghdaf (1920 – 11 de septiembre de 2018) fue un político mauritano. Ocupó el cargo de Ministro de Asuntos Exteriores de 1962 a 1963 y nuevamente de 1978 a 1979.